# カリブ海流
カリブ海流（カリブかいりゅう）は南アメリカ沿岸からカリブ海へ流れる海流。大西洋の北赤道海流によって生じ、ユカタン海峡を抜け、カリブ海流がメキシコ湾に入り、フロリダ半島南部から大西洋に出る大海流、メキシコ湾流となる。ユカタン海峡を抜けて北へ進むため、ユカタン海流とも呼ばれる。